# Zhengxiangbai Qi
Zhengxiangbai Qi (biała prosta i obramowana chorągiew; chiń. 正镶白旗; pinyin: Zhèngxiāngbái Qí) – chorągiew w północnych Chinach, w regionie autonomicznym Mongolia Wewnętrzna, w związku Xilin Gol. W 1999 roku liczyła 73 204 mieszkańców.